# Star Trek: Bridge Commander
A Star Trek: Bridge Commander egy harci repülőszimulátor videójáték. Az Activision adta ki 2002-ben Windowsra a Star Trek sorozatra alapozva. A játékmagazinok ismertetői általában kedvezően fogadták, a legtöbb esetben 80% fölé pontozták.
A történet egy újonnan kinevezett kapitány köré szerveződik, akit a Maelstorm-ban lévő csillag felrobbanásának körülményeinek vizsgálatára rendelnek. A rejtély felkutatásában Jean-Luc Picard és Data is alkalmanként feltűnik. Úgy tűnik, hogy egy szélhámos kardassziai felelős mindenért, egy új ismeretlen fajú fegyvert alkalmaz az alfa kvadráns fajainak megfélemlítésére. A kapitány és a legénysége megkapja a USS Sovereign parancsnokságát, hogy harcoljon ez új fenyegetés ellen a Föderációért.

## Jellemzők
A hajó legénysége a történet szerint kulcsszerepet tölt be a rejtély megoldásában. A játékot nagy mértékben kiegészítették a STBC játékosai, Galaxy osztályú hajók váltak elérhetővé, köztük néhány név szerint is (Saucer Seperation, USS Prometheus); NanoFX mod nagyot dob a játékon. A Star Trek Bridge Commandert ma már nem lehet megvásárolni, mert a fejlesztő csapat és a terjesztő szakított egymással és nem folytatják a játék fejlesztését.
Az ígéretek szerint hamarosan megoldott lesz, hogy a játékos a hajót bejárhassa és több belső elemével is interakcióba kerülhessen. A legtöbb játékos kevésnek találja azt az egy kampányt (két délután alatt végigjátszható), amely a játék része, ezért inkább az interneten terjesztett modokkal kiegészített játékkal játszanak csatákat többjátékos módban.

## Játékmenet
A játék egy egyszerű küldetéssel indul a USS Dauntless fedélzetén, amely egy bolygó körül orbitális pályán tartózkodik valahol a Maelstrom Vesuvi naprendszerében az elsőtiszt (a játékos) irányítása alatt. Wright kapitány kiküldetésben van egy kompon, amikor hirtelen a Vesuvi csillaga felrobban. A robbanás szele elpusztítja a rendszerben lévő űrállomásokat, kolóniákat és a kapitány űrkompját. A USS Dauntless elhagyja ugyan a naprendszert, de komoly károkat szenved. A hajó sikeresen visszatér a Föderáció egyik dokkjába, ahol javításokon esik át és feltöltik készleteit. Az elsőtisztet (a játékost) kapitánnyá léptetik elő. A játékos hamarosan találkozik a Csillagflotta egyik híres kapitányával, Jean-Luc Picard-ral. A hajó otthagyja a dokkot és a 12-es csillagbázisra megy, amely a Maelstrom szektor központi irányító bázisa.
A 12-es csillagbázisról Liu admirális arra utasítja az új kapitányt, hogy a Vesuvi eset következtében megsérült Geki és Heaven kolóniák megsegítésére szállítson le orvosi eszközöket és személyzetet, majd Picard-t juttassa el a Klingon Nagytanács elé. Picard kapitány bemutatja az új első tisztet, akit a játékos mellé rendeltek, Picard kapitányt kérve tanácsokat kaphatunk az űrhajó irányítását illetően. Miután a USS Dauntless felvette az ellátmányt a 12-es csillagbázisról hiperugrást hajt végre a Heaven kolónia felé. Mivel a kolóniát – melyet Soams igazgató vezet – felé tartó kőtörmelékek fenyegetik, a USS Dauntless kisebb darabokra lövi szét azokat. A Vesuvi 6 bolygón lévő Heaven kolónia megkapja az ellátmányt, de a Dauntless nem folytathatja az útját, mert Liu admirális arra utasítja, hogy a Tevron rendszerben a USS Sovereign segítségére siessen.
A Tevron rendszer külső bolygójánál a USS Sovereign mozgásképtelen és két békés klingon vészmadár veszi körül; Draxon kapitány a Ran'Kuf fedélzetéről figyelmeztet, hogy két álcázott hajó követte. Ebben a pillanatban két romulán harci-madár lép ki az álcából, Torenn kapitány a Soryakről a föderációt vádolja a Vesuvi napjának felrobbantásával – aminek következtében több kolóniájuk megsérült; Draxon azonban fegyverrel válaszol a vádakra és csak a USS Dauntless segítségével tudja megfutamítani a romulán hadihajókat. Picard kapitány átszáll a klingon hajóra, hogy mihamarabb a Nagytanács elé járulhasson. A USS Zhukov érkezik a rendszerbe, hogy kikísérje a Sovereignt a biztonságba. A USS Dauntless pedig visszatér a Vesuvi rendszerbe, hogy a Geki kolóniát is megsegítse.
A felszerelés Geki kolóniára való sugárzásakor egy segélykérés érkezik a szubtéren keresztül a Beol rendszerből: egy kardassziai teherhajót egy romulán harci-madár támad. A Dauntless azonnal a segítségére siet és megfutamítja a Soryaket, vonósugárral megmenti az egy aszteroida felé sodródó Karoon kardssziai teherhajót; a technikai segítséget azonban elutasítják és a rakományukat is zavaró-mezővel védelmezik.
Liu admirális azonban inkább a Serris naprendszerben lévő furcsa jelenségek felkutatására rendeli a Dauntlesst.
Serris 2. bolygójánál rejtőzködve a föderációs hajó kihallgatja egy galor és egy keldon osztályú kardassziai hajó, illetve egy ferengi marauder, a Krayvis közötti beszélgetést, Kardasszia fegyvert vásárolt. A ferengik a föderáció szövetségesei, és a szerződés tiltja a fegyverek eladását. A kardassziaiak elmennek, a USS Dauntless kilövi a Krayvis hiperhajtóművét és kérdőre vonja a legénységet, DaiMon Pragg-ot, de nem tudnak meg semmit. A kardassziaiak visszatérnek, hogy elpusztítsák a ferengi hajót, de a Dauntless ezt megakadályozza.
Liu admirális jelentkezik, hogy a Biranu állomásnál klingon és kardassziai hajók gyülekeznek, a USS Dauntless az egyetlen hajó a körzetben, aki úrrá lehet a szituáción. Amint a Dauntless megérkezik tüzet nyitnak egymásra, a Biranau-állomásáról Picard arra utasítja a föderációt, hogy maradjon ki – hiszen még nem kötöttek szövetségi szerződést egyik fajjal sem – a konfliktusból; azonban a kardassziaiak a semleges állomásra is tüzet nyitnak, így a föderációs hajó annak védelmére kel és megfutamítják a kardassziaiakat. Draxon kapitány üldözőbe veszi őket és arra kéri a Dauntlesst is, hogy kövesse, de Picard javaslatára inkább az állomás mellett marad. Néhány perc múlva kardassziai hajók támadnak az állomásra; az állomás evakuálására érkezik parancs, de addig meg kell védeni azt.
A támadók a kardassziai Arterius házhoz tartoznak, akik a Kardassziai Birodalom engedélye nélkül kezdtek kalóz akciókba. A játékost és legénységét a USS Sovereign hajóra helyezik át. Első feladatuk a hajó letesztelése a Savoy rendszerben. Azonban meg kell szakítani a teszteket, mert a Vesuvi rendszer – ahová a USS Berkley már megérkezett – eseményeinek kivizsgálása elsőbbséget élvez. Romulánok is oda tartanak, de megérkezéskor a játékos nem találja őket. Haley kapitány a Berkleyről átsugározza Data parancsnokot és a Sovereign megújuló pajzsait kihasználva behatolnak a törmelék-felhőbe, hogy megvizsgálják az aszteroida darabokat. A második navigációs pontnál megtalálják a csillag egy darabját és Data megállapítja, hogy külső hatás folytán robbant fel a csillag. Berkley vészhívást küld, de mire a Sovereign odaér a támadók már visszavonultak. Data követi a szubtér-nyomokat, de nem sikerül egyértelműen megállapítania az irányt; egy romulán harci-madár roncsára bukkan a Sovereign, amikor két újabb harci-madár lép ki a hipertérből a föderációt vádolva annak elpusztításával. A Sovereign a törmelékfelhőben rejtőzik el előlük.
Liu admirális az Itari, Voltair, Xi Entrades rendszerekbe őrjáratra küldi a föderációs hajót. Krayvist a kardassziai támadástól újra megmenti a föderáció; tőle tudjuk meg, hogy nem a romulánok a felelősek a támadásokért. A USS Sovereign védelmére kel egy romulán hajónak, majd a pajzsát is leengedi, hogy bizonyítsa békés szándékait; így a romulán parancsnok megbízik a föderációs kapitányban.
Klingonok vészjelzést küldenek a Belaruz rendszerből, de a Sovereign későn érkezik. Megtudjuk, hogy a klingon JonKa az eltűnt GonDrev hajót kereste, mikor ismeretlen jármű támadta meg őket. A szkenner kimutatja a GonDrev roncsait, amikor kardassziaiak lépnek ki a hipertérből és Matan, az Arterius ház feje tüzet nyit a szövetségesekre, de azok visszaverik őket. A klingonok üldözőbe veszik őket és a Sovereign is követi példájukat. A klingonok nagyon hálásak, de a Liu admirális visszarendeli a hajót a 12-es csillagbázisra.
A Sovereign parancsba kapja a kardassziai előretolt állások keresését és megsemmisítését, különösen a hajógyárak elpusztítását. A felderítést megszakítja a JonKa randevúra hívása a Belaruz rendszerbe, ahol megtudjuk Korbus kapitánytól, hogy valamilyen kardassziai tevékenység folyik ott. Teherhajók nyomait követve ismeretlen konfigurációjú hajót pillantanak meg, de az megszökik. Csata kezdődik az ismeretlen hajók és a kardassziaiak ellen, amint Data beméri a teherhajók és az ismeretlen konfigurációjú hajó útvonalát a Sovereign oda utazik. Majd elrejtőzik az aszteroidamező közepében és kihallgatják a kardassziaiak és egy addig ismeretlen faj – a kessok – kommunikációját. Azonban hamarosan felfedezik a föderációs hajót és rátámadnak, de a Sovereignnek sikerül a 12-es Csillagbázisra visszamenni.
A USS Enterprise és a USS Sovereign közös küldetést kap: pusztítsák el a Chambana rendszerben lévő kardassziai hajógyárat; a teljesítés után a Sovereign visszatér a 12-es Csillagbázisra.
Liu arra utasítja a játékost, hogy fejezze be a USS Geronimo által félbehagyott küldetést; találjon meg egy kardassziai előretolt állást. Egy álcázott állomást találnak, amely védelmi rendszere működésbe lép; a szenzorok kilövésével teszi a Sovereign működésképtelené és átsugározzák Datat, hogy feltörje információs rendszerét. Ekkor kardassziaiak megpróbálják elpusztítani az állomást, de a Sovereign megvédi azt; miután Data visszatért, elpusztítják az állomást, hogy más ne férhessen hozzá az információkhoz. Információkat találnak egy különös eszközről, amely az Alioth rendszerben van. Liu a 12-es Csillagbázisra rendeli a Sovereignt, majd parancsba adja, hogy keresse meg az eszközt.
Az Alioth 6-nál sikerül megtalálni és szkennelni az eszközt a szatellitek elkerülésével titokban. Data lemegy a felszínre, de a Sovereignt felfedezik és hatalmas kardassziai erő érkezik az elfogására. Data azt javasolja, hogy lőjék ki a szatelliteket és hagyják őt hátra. Így a Sovereign visszatér a 12-es Csillagbázisra.
Az Arterius ház hadat üzen a föderációnak; A Sovereign feladata a támadók föltartóztatása az Artrus naprendszerben. Majd a USS Devore és a USS Venture segítségére kell sietnie az Ona rendszerbe. Mivel nagy sereg közeledik, evakuálják a Savoy Állomást, amelyet – többek között – a Sovereign fedez, majd elkíséri a kompokat a 12-es Csillagbázisra. A USS Nightingale fedezésével bízzák meg a játékost egy sérült hajó legénységének a kimentésekor. Majd vészcsatornán jelentkezik a USS Dauntless a Serris rendszerből, de mire odaérnek, a hajó már elpusztult, a legénységet azonban sikerül kimentenie a Nightingalenek. Így visszatérnek a 12-es Csillagbázisra.
Ezután a USS Khitomer vezetése alatt megpróbálja a föderáció visszafoglalni a Savoy Állomást; a Sovereign feladata megakadályozni a kardassziai erősítés dokkolását, az elfoglalt állomás elpusztítását.
A feladat végeztével a kapitány visszatér a 12-es Csillagbázisra.
A Sovereign feladata most egy kardassziai parancsnokság és ellenőrzőállomás helyének meghatározása a Prendel, Riha, Tezle, és Yiles naprendszerek titokban való felkutatásával. A Tezle 1 szondázásával a játékos sikeresen meghatározza a pontos helyet, és visszatérnek a 12-es Csillagbázisra. Prendel naprendszerben meg kell küzdenünk néhány kardassziai hajóval, majd Willis parancsnok a Khitomerről a Tezle rendszerbe rendeli a Sovereignt. Egy kommandós különítményt kell fedezni a kardassziai parancsnokság felszámolására, akik azonban nem járnak sikerrel; egyre több kardassziai és kessok hajó érkezik; csak akkor menekülhetünk vissza a 12-es Csillagbázisra, ha az összes űrkomp visszatért a Khitomerre.
A 12-es csillagbázis felé nagy kardassziai támadó erő tart. El kell pusztítani a támadó hajókat és a robbanószerrel megrakott teherhajókat – egy rövid időre besegít a USS Enterprise és a Geronimo is.
Sovereign a semleges Albirea rendszerbe szállítja Saalek nagykövetet, hogy találkozzon a romulán és a klingon nagykövettel.
Azonban a kardassziaiak rajtaütnek a találkozóhelyen, akiket legyőznek a leendő szövetségesek, de a klingonok a romulánokat árulással vádolják és a Vor'Cha rátámad a harci-madárra. A Sovereign azonban megakadályozza a katasztrófát. Közben a semleges állomáson megkötik a szövetséget és a nagykövetek visszatérnek a fajukhoz.
Sovereign új küldetést kap: pusztítsa el az Ascela-beli ellátmány-központot; a meglepetéshez azonban az előretolt érzékelőket is el kell pusztítani a Poseidon, Artrus, Geble és Serris rendszerekben.
A Geronimo vészjelzést küld ez idő alatt a Xi Entrades rendszerből, miután segítségére volt a játékos, csatlakozik hozzá a feladat végrehajtásában.
Végre marad egy kis idő Data megmentésére; előbb el kell pusztítani az Alioth 6 mellett lévő állomást, hogy oda juthassunk. Litvok Nor (Deep Space Nine) elpusztítása után csak nehezen sikerül Dataval kapcsolatba lépni. Az eszközről az információkat a 12-es Csillagbázisra visszajuttatja a Sovereign; ez az eszköz felelős a nap felrobbantásáért.
Az új küldetés az, hogy megtalálja és elpusztítsa a föderáció ezeket az eszközöket. Több rendszert kutatnak át az eszközök jelét követve: Riha, Ceblrai, ahol megküzdenek kardassziai és kessok erőkkel is; a Belaruz rendszerben sikerül kapcsolatot felvenni egy kessok hajóval; ráébrednek, hogy a Kessok Kormányt félrevezették a kardassziaiak. Hogy értesítsék őket, az Omega Draconis rendszerbe kell jutniuk a kardassziai tachyon-sugárzót elpusztítva.
Amint sikerült kapcsolatba lépni a kessok állammal azok szövetségeseivé vállnak a föderációnak.
Három kessok-kardassziai hibrid hajó lép ki a hipertérből és Matan fenyegeti a föderációt a szubtéradásban. Azonban a föderáció és szövetségesei megsemmisítik őket. Egyik sem volt Matan hajója, kilép az álcából és azt ígéri, hogy felrobbantja a napot, majd hiperugrást hajt végre, de megjelenik több hibrid-hajó. Az utolsó pillanatban megjelenik az Enterprise is, így a Sovereign Matan üldözésébe kezdhet.
A nap már elkezdett összeomlani, csak úgy lehet megállítani, ha a napformáló eszközt inverzére fordítják és újra a napra lőnek. Matan álcázva van; a kommunikáció során azonban bemérhetjük, ilyenkor az álcázó generátort kilőheti a Sovereign. Amikor Data átszáll a napformálóra, Matan megpróbálja azt elpusztítani; a Sovereign a szenzorainak, motorjának kilövésével hatástalanítja Matan hajóját. Matan a napba zuhan, így az univerzum újra megmenekül.

## Külső hivatkozások
- A játék hivatalos oldala
- Star Trek Gaming Wiki
- Unofficial Bridge Commander Modok oldala Archiválva 2016. augusztus 12-i dátummal a Wayback Machine-ben
- A doboz fényképe[halott link]
- Játékkép[halott link]